# Рязанов, Аникий Терентьевич
Аникий (Иоаникий) Терентьевич Рязанов (род. около 1800, Екатеринбург — 19 февраля [3 марта] 1857 года, Екатеринбург) — екатеринбургский купец первой гильдии, потомственный почётный гражданин, городской голова (в 1832—1835 и 1847—1850 годах). По определению Д. Н. Мамина-Сибиряка, «первый король золотого дела», «великий делец в своей специальности, умевший крепко держать в руках нажитые миллионы».

## Биография
Представитель купеческого рода Рязановых, внук Меркурия Степановича Рязанова.
В 1832 году городская дума, где большинство было из купцов-староверов, избрала его городским головой. Это пришло в противоречие с пожеланием Николая I «о неопределении из раскольников в общественные должности там, где есть православные». Губернатор потребовал снять Рязанова, но выяснилось, что правовой базы для отмены решения думы нет, а уговорить староверов не получается. 
Аникий Терентьевич пробыл на посту весь положенный срок, 3 года. В 1835 году его снова выбрали головой, но на этот раз регламент был другой. В 1834 году Николай I  одобрил положение
о недопущении «раскольников к должностям по выборам, с коими соединена власть». Поэтому кандидатура Рязанова не была утверждена губернатором.
Один из создателей и учредителей «Рязановых, Баландиных и других лиц компании, высочайше утверждённой в 1835», участвовал в разработке золотых месторождений Енисейской губернии.
В 1845 году вслед за другими купцами перешёл в единоверие. В 1847 году А. Т. Рязанов снова был выбран городским головой Екатеринбурга, что в этот раз устроило столичные власти.
В 1852 году вошёл в состав учредителей компании «Рязанов, Зотов и Ушаков» (1852). Компания занялась разработкой месторождений каменного угля, медных и свинцовых руд, для чего создали Спасский медеплавильный завод вблизи нынешней Караганды.
Скоропостижно скончался 19 февраля 1857 года в Екатеринбурге, похоронен на Рязановском кладбище.
Хотя у Аникия Терентьевича были двое совершеннолетних сыновей, имевших опыт в торговых делах но, согласно завещанию, главным наследником была назначена вдова. 
Она активно управляла имуществом, в частности предприятие «Рязанов,  Зотов  и Ушаков» было отнято ей у Ушакова. Она стала фактически единоличным собственником Спасского завода около Караганды, но не смогла развивать его дальше.
После смерти вдовы и сына Ивана, и в силу слабости сына Виктора управление заводами в Казахстане фактически перешло в руки жен сыновей. Оно было не очень успешным.

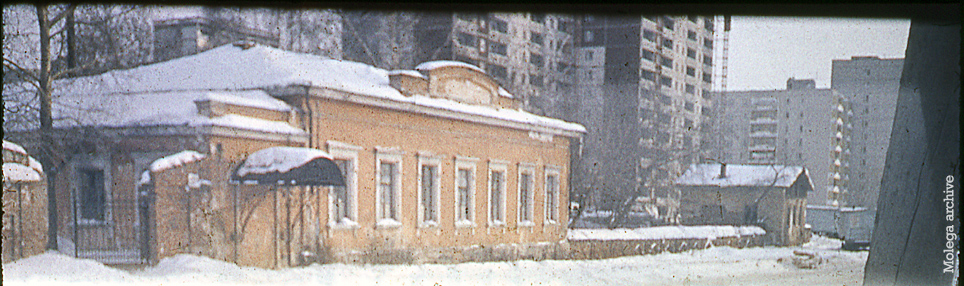
Здание Рязановской больницы на территории Рязановского кладбища

Известен своей благотворительностью. Музею Петербургского горного института подарил золотой самородок массой 2 фунта и 79,5 золотника (1834). Финансово поддерживал некоторые высшие учебные заведения. Перед смертью пытался открыть богадельню «для призрения убогих, увечных и престарелых, не имеющих пропитания, вдов и сирот, в Екатеринбурге находящихся», но замысел оказался неосуществлённым. Его супруга Анна Семёновна 16 (28) июля 1864 год вместо богадельни открыла первую в Екатеринбурге больницу на 15 коек, предназначенную для неимущих горожан.

## Семья
Жена Анна Семёновна
- Сын Иван Аникиевич Рязанов
- Сын Виктор Аникиевич Рязанов
  - Внук Николай Викторович Рязанов
- дочь Клавдия Аникеевна Рязанова (Баландина) (1837-1897)
  - Внучка Александра Ивановна Баландина (Падучева),
- дочь Надежда Аникиевна Рязанова (Суслова)
- дочь Александра Аникиевна Рязанова (Зотова)

Дочь Клавдия Аникеевна вышла замуж за купца Ивана Диомидовича Баландина. 
После смерти мужа продолжила его торговые операции. В 1880-х годах в связи 
с кризисом салотопенной отрасли была вынуждена закрыть завод.
В 1886 году в рамках банкротства распродала имущество и переписалась в мещане.
В здании Баландиных разместилось Общественное собрание, 
а позднее учебный театр Екатеринбургского театрального института.
Внучка Александра Ивановна Баландина вышла замуж за известного в городе врача Владимира Александровича Падучева, сына архитектора А. И. Падучева. 
Дочь Александра Аникеевна вышла за сына золотопромышленника Т. П. Зотова, свадьба длилась целый год  
и запомнилась как «зотовская свадьба». Похоронена на Рязановском кладбище.
Дочь Надежда Аникеевна вышла замуж (сводным браком, так как староверческие браки в тот момент официально не признавались) за Егора Петровича Суслова, в будущем купца второй гильдии, позднее владельца кондитерской, 
гласного городской думы в 1876–1884 годах, в 1877–1880 года директора Общественного городского банка.

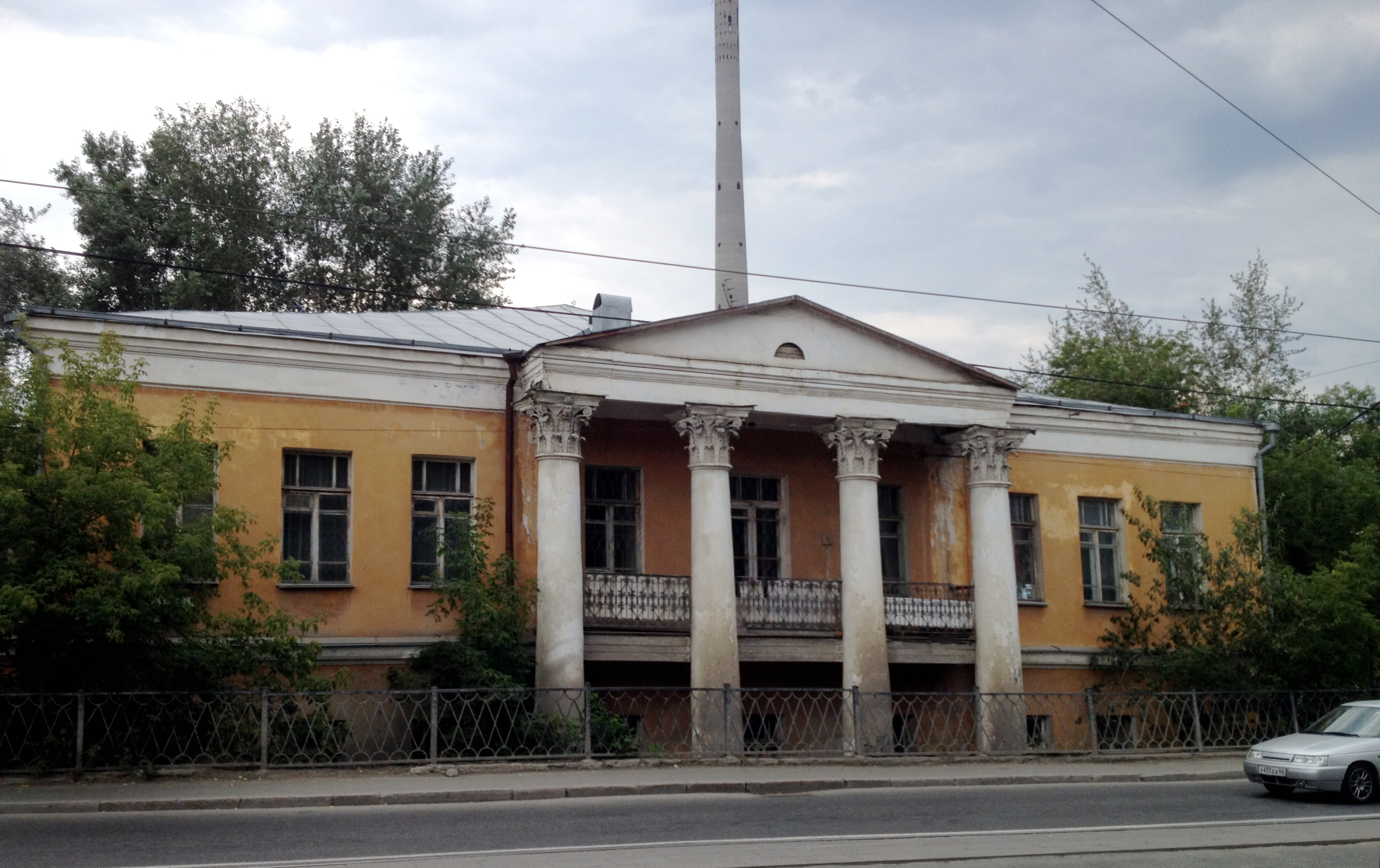
Усадьба Рязанова

## Награды
Награждён золотой медалью на Аннинской ленте «за пожертвование казне для присутственных мест каменного дома» (1821), золотой медалью на Владимирской ленте «за усердие к пользе кр. и к развитию горной промышленности» (1836).

## Большой рязановский дом
Жил Аникий Терентьевич в усадьбе, которую начал строить ещё его отец, Терентий Меркурьевич. Сейчас эта усадьба известна как Большой рязановский дом или Усадьба Рязанова, современный адрес — ул. Куйбышева, д. 40. Дом является объектом культурного наследия федерального значения.